# Bluffstopp
Bluffstopp är ett kortspel som har utvecklats ur stopp, och som i likhet med detta spel går ut på att så fort som möjligt bli av med de kort man har på handen.
Spelarna får i given sex (eller sju) kort var. Spelet börjar vanligtvis med att förhand lägger ut ett valfritt kort med baksidan upp på bordet och samtidigt talar om vilket kort det är. Därefter ska spelarna i tur och ordning lägga på ett kort med baksidan upp och också meddela vilket kort som lagts. Detta kort ska ha samma färg som det föregående och dessutom ha högre valör. Den som inte kan eller vill göra detta säger ”stopp” eller ”pass” och blir överhoppad. När ingen säger sig kunna lägga ett högre kort än det senast lagda, får den som lade detta kort starta på nytt med ett valfritt kort från handen. 
Det speciella med bluffstopp är att det är tillåtet att spela ut ett annat kort än det man säger sig göra, men en spelare som misstänker en bluff kan begära att få se det senast lagda kortet.  En avslöjad bluffande spelare får som straff ta tre kort från talongen (eller, i en del kretsar, ta upp alla dittills utlagda kort). Om det inte var fråga om en bluff, får i stället den spelare som begärde syn samma bestraffning.